# 陈济桓故居
陈济桓故居，位于中国广西壮族自治区岑溪市筋竹镇政府院内，为一个省级文物保护单位，类型为近现代重要史迹及代表性建筑，为第六批广西壮族自治区文物保护单位，公布时间为2009年5月4日。
陈济桓故居的历史年代为民国。